# Борис Гребенщиков и Deadушки
«Борис Гребенщиков и Deadушки» — 8-й альбом БГ, записанный совместно с группой «Deadушки». Альбом представляет собой звучащие по-современному (на момент записи) электронные версии песен группы «Аквариум» 1980-х годов. Все трое музыкантов — как Гребенщиков, так и дуэт «Deadушки» — принадлежали к советскому андеграундному рок-движению города Ленинграда в начале 1980-х годов. Практически все песни присутствуют на альбомах Аквариума 1981—1986 годов.

## История создания
В течение как минимум полутора лет Борис Гребенщиков спрашивал всех знакомых, с кем можно было бы сделать старые песни «Аквариума» в новом варианте — либо перемикшировать, либо просто как-то переделать. Целый ряд вещей продолжал существовать в неоконченном виде, поскольку они были написаны как электрические песни, а записаны на недостаточном уровне («Пепел», «Нож режет воду» и множество других). Писались они в период увлечения «Ultravox», «Human League», «OMD», и, по задумке, звучать песни должны были в таком же ключе. Однако в начале 1980-х у группы не было аппаратуры, способной создать электронное звучание, за исключением нескольких взятых напрокат синтезаторов. В итоге песни были записаны в «неполноценном» варианте.
Много времени ушло на выбор кандидатур для записи полностью электронного альбома. Прослушаны были все, кто занимался в России подобного рода музыкой (вплоть до DJ Грува) — удовлетворительного для автора результата прослушивание не принесло.
Однажды директор «Аквариума» Стас Гагаринов сел к Гребенщикову в машину с кассетой, и, не называя имён, включил. Тут же стало ясно, что в звучащей музыке всё на своих местах, все звуки именно те, которые хотелось услышать и использовать для записи старых песен. На кассете оказался записан альбом группы «Deadушки» «Искусство каменных статуй». Участники группы Виктор Сологуб и Алексей Рахов были давно знакомы Борису, поскольку они играли раньше в группе «Странные игры» из «Ленинградского рок-клуба», в котором состоял и «Аквариум».
Идея записи такого проекта им понравилась так же, как и самому Гребенщикову. Он привёз старым друзьям двадцать дисков этнической музыки из своей коллекции для настроения. Запись производилась в Санкт-Петербурге, на «Мелодии» и «Добролёте». В творческом процессе всё постоянно менялось. Сначала были песни, которые предложил Борис Гребенщиков (это были песни с последнего на тот момент альбома «Аквариума» «Гиперборея»), но позже, уже начав работу со звуком, музыканты начали вспоминать другие песни, пробовать с ними работать.
Несколько раз музыканты обсуждали, где, что и как нужно делать, потом на студии «Добролёт» Гребенщиков за две сессии записал все голоса, Сологуб и Рахов делали звуковое сопровождение. Заново переделывалось буквально всё. Борис старательно перепевал вокал. В результате были перепеты все песни, кроме нескольких семплов, взятых со старых записей (из песен «Прекрасный дилетант» и «Вавилон»).
Помимо этого, в песне «Аристократ» была засемплирована фраза «Ой не пыль да курить» в исполнении народного хора, а в конце звучит цитата по-английски из китайского фильма, которая звучит в переводе так: «Я так люблю Элвиса Пресли. У себя дома в Гонконге я прослушал все его песни, а чуть позже посмотрел все его фильмы. Мне кажется, он очень симпатичный парень, Элвис Пресли». В песне «Вавилон» использовано бормотание мальчика по-французски, взятое с диска музыки Мадагаскара, а барабанная партия в песне «Сны о чём-то большем» взята у группы «Underworld» (из композиции «Born Slippy»).
Результат петербургских записей был увезён в Лондон, где на студии «Mute» (студия была предоставлена благодаря содействию фирмы грамзаписи «Фили») Борис Гребенщиков перепел неудачные куски, поскольку изначально был настроен на запись всех голосов именно в Лондоне. Сведение альбома делал один из известнейших продюсеров Пол Кендалл (работал с Ником Кейвом, Depeche Mode, Erasure, Nine Inch Nails).
Диск был выпущен в двух версиях: массовым и ограниченным тиражом (в последнем был добавлен инструментальный бонус-трек «Вавилон»).
После выхода альбома состоялось два совместных концерта БГ и Deadушек — 29 ноября 1998 года в ДК Ленсовета в Петербурге и 2 декабря 1998 года в ДК Горбунова в Москве.

## Обложка альбома
На обложке альбома, заменяя название, изображен символ «хаоса». Восемь векторов, исходящих из одной точки и проходящих через концентрические окружности, символизируют выход духовных сил из мира материального на высший спиритуальный уровень. Этот же символ повторён и на обложке переиздания.
На обложке выражены следующие благодарности:

А. Мартисову за неоценимую помощь в работе, А. Меньшутину за техническое содействие и полезные советы, С. Бурлакову за доброту и понимание, Николаю Борисовичу С. за щедрость и скромность, Кириллу Алексееву и Насте Грицай за искреннее внимание, Андрею Самсонову и Аркадию Волку за исключительные человеческие качества, Полу Кендаллу за переворот в нашем сознании, родителям за терпение.

## Участники записи
- Вокал, музыка и текст — Бориса Гребенщикова
- Программирование, аранжировка, исполнение — В. Сологуб, А. Рахов («Deadушки»), кроме «Вавилон» (Paul Kendall dub version) — «Deadушки» и Юрий Орлов
- Программирование барабанов в песне «Пепел» — А. Меньшутин
- Режиссёр видеоклипа «Сны о чём-то большем» — Андрей Новосёлов
- Записи студий:
  - «Мелодия» (звукорежиссёр А. Докшин, инженеры-звукотехники Б.Исаев, Ю.Богданов), звукорежиссёр бонус-трека «Время луны» — Борис Истомин
  - «Добролёт» (звукорежиссёр А. Мартисов)
- Сведение: Пол Кендалл на «Mute studio» (Лондон)
- Мастеринг переиздания 2002 года: Борис Истомин (KNOB studio)
- Исполнительный продюсер: Стас Гагаринов
- Дизайн:
  - Издания 1998 года — Андрей Врадий
  - Переиздания 2002 года — «Цвет снов»

## Список композиций
| №  | Название                    | Длительность |
| -- | --------------------------- | ------------ |
| 1. | «Пепел»                     | 3:43         |
| 2. | «Змея»                      | 3:49         |
| 3. | «Нож режет воду»            | 5:47         |
| 4. | «Аристократ»                | 5:59         |
| 5. | «Сегодня ночью кто-то ждёт» | 4:08         |
| 6. | «Прекрасный Дилетант»       | 6:27         |
| 7. | «Сны о чём-то большем»      | 6:32         |
| 8. | «Вавилон»                   | 6:59         |

| №   | Название                             | Длительность |
| --- | ------------------------------------ | ------------ |
| 9.  | «Вавилон» (Paul Kendall dub version) | 6:18         |
| 10. | «Время луны»                         | 4:06         |
| 11. | «Сны о чём-то большем» (видео)       | 4:38         |

## Переиздания
- 2002 год — альбом переиздан на FeeLee Records коллекционным и массовым тиражом, отличия между ними только в количестве бонус-треков.
- 2012 год — альбом переиздан без бонус-треков в виде прозрачной синей виниловой пластинки фирмой Мирумир тиражом 1000 экземпляров.

Обложка переиздания альбома 2002 года

В переиздание[какое?] альбома, помимо бонус-трека «Время Луны», планировалось включить и кавер-версию песни «Капитан Африка», но это так и не было сделано.